# Zelenčukskaja
Zelenčukskaja (in russo Зеленчукская?) è una città della Russia europea meridionale che si trova  della Repubblica autonoma della Karačaj-Circassia. Fondata come stanica nel maggio 1859, attualmente è capoluogo del Zelenčukskij rajon ed ospita una popolazione di circa 20 000 abitanti.